# Светислав Ваљаревић
Светислав Ваљаревић (Београд, 9. јул 1911 — Вернон, 22. септембар 1996) био је југословенски фудбалер и репрезентативац.

## Каријера
Рођен је 9. јула 1911. у Београду. Ваљаревић се истакао играма прво у фудбалскм клубу Конкордија Загреб када се појавио у првенственој сезони 1930/31, а већ следеће сезоне са овим клубом освојио је државно првенство и био најбољи стрелац лиге са 10 голова.
Као војно лице (поручник), био је премештен у Београд, а у првенству 1937/38. појављује се у дресу БСК-а с којим 1938/39. године осваја титулу првака. Био је један од најбољих играча у времену кад је БСК доминирао у југословенском фудбалу.
Уз једну утакмицу за „Б“ тим (1934. против Бугарске - 2:1), одиграо је и 12 утакмица за најбољу селекцију Југославије и постигао четири гола. Дебитовао је 30. априла 1933. против Шпаније (1:1) у Београду, а последњу утакмицу одиграо је 23. марта 1941. против Мађарске (1:1) у Београду, на којој је постигао гол, последњи за репрезентацију ондашње Краљевине Југославије. Одиграо је шест утакмица за репрезентацију Загреба, као и девет за градску селекцију Београда.
Преминуо је 22. септембра 1996. године у месту Вернон, на северу Француске.

## Успеси
- Конкордија
  - Првенство Југославије: 1932.
- БСК Београд
  - Првенство Југославије: 1938/39.
- Индивидуални
  - Најбољи стрелац Првенства Југославије: 1932.